# Canyon Glacier
Canyon Glacier är en glaciär i Antarktis. Den ligger i Östantarktis. Nya Zeeland gör anspråk på området. Canyon Glacier ligger 18 meter över havet.
Terrängen runt Canyon Glacier är kuperad åt sydväst, men åt nordost är den platt. Canyon Glacier ligger nere i en dal. Trakten är obefolkad. Det finns inga samhällen i närheten.